# Vitimologia
Vitimologia é o estudo da vítima em seus diversos planos. Estuda-se a vítima sob um aspecto amplo e integral, seja psicológico, social, econômico ou jurídico.

## História
Apesar de várias obras anteriores que faziam referência ao comportamento da vítima nos crimes, Fritz R. Paasch opina no sentido de que o verdadeiro fundador da doutrina da vítima, ou vitimologia, é Benjamim Mendelsohn, advogado em Jerusalém. Através de seus trabalhos de Sociologia jurídica (Etudes Internacionales de Psycho-Sociologie Criminelle (1956), La Victimologie, Science Actuaelle (1957)) colocaram em destaque a conveniência de estudo da vítima sob diversos ângulos, quais sejam, Direito Penal, Psicologia e Psiquiatria.
Eduardo Mayr assim conceitua:

Vitimologia é o estudo da vítima no que se refere à sua personalidade, quer do ponto de vista biológico, psicológico e social, quer o de sua proteção social e jurídica, bem como dos meios de vitimização, sua inter-relação com o vitimizador e aspectos interdisciplinares e comparativos

## Definição
A professora Lola Aniyar de Castro, renomada criminóloga venezuelana, em sua obra Vitimologia - tese de doutorado publicada em 1969, citando Benjamin Mendelsohn, sintetiza o objeto da Vitimologia nos seguintes itens:
- Estudo da personalidade da vítima, tanto vítima de delinquente, ou vítima de outros fatores, como consequência de suas inclinações subconscientes.
- Descobrimento dos elementos psíquicos do "complexo criminógeno" existente na "dupla penal", que determina a aproximação entre a vítima e o criminoso, quer dizer: o potencial de receptividade vitimal.
- Análise da personalidade das vítimas sem intervenção de um terceiro - estudo que tem mais alcance do que o feito pela Criminologia, pois abrange assuntos tão diferentes como os suicídios e os acidentes de trabalho.
- Estudo dos meios de identificação dos indivíduos com tendência a se tornarem vítimas. Seria possível a investigação estatística de tabelas de previsão, como as que foram feitas com os delinquentes pelo casal Glueck, o que permitiria incluir os métodos psicoeducativos necessários para organizar a sua própria defesa.
- Importância busca dos meios de terapia curativa, a fim de prevenir a recidiva da vítima.